# Kanton Magnac-Laval
Der Kanton Magnac-Laval war bis 2015 ein französischer Wahlkreis im Arrondissement Bellac, im Département Haute-Vienne und in der Region Limousin; sein Hauptort war Magnac-Laval. Vertreterin im Generalrat des Départements war zuletzt von 2011 bis 2015 Josiane Demousseau (DVD).
Der sechs Gemeinden umfassende Kanton Magnac-Laval war 220,89 km² groß und hatte 3688 Einwohner (Stand: 2012).

## Gemeinden
| Gemeinde                 | Einwohner Jahr | Fläche km² | Bevölkerungsdichte | Code INSEE | Postleitzahl |
| ------------------------ | -------------- | ---------- | ------------------ | ---------- | ------------ |
| Dompierre-les-Églises    | 398 (2013)     | 30,62      | 13 Einw./km²       | 87057      | 87190        |
| Droux                    | 378 (2013)     | 23,98      | 16 Einw./km²       | 87061      | 87190        |
| Magnac-Laval             | 1790 (2013)    | 72,22      | 25 Einw./km²       | 87089      | 87190        |
| Saint-Hilaire-la-Treille | 392 (2013)     | 29,14      | 13 Einw./km²       | 87149      | 87190        |
| Saint-Léger-Magnazeix    | 515 (2013)     | 55,71      | 9 Einw./km²        | 87160      | 87190        |
| Villefavard              | 155 (2013)     | 9,22       | 17 Einw./km²       | 87206      | 87190        |